# Миннесота Кикс
«Миннесо́та Кикс» (англ. Minnesota Kicks) — бывшая профессиональная футбольная команда, которая играла на Стадионе «Метрополитен» в городе Блумингтон (Миннесота) с 1976 по 1981 год. Команда была членом ныне не существующей Североамериканской футбольной лиги. Команда переехала в Миннесоту, а была основана в Денвере, штат Колорадо, как «Денвер Динамос». Группа из десяти инвесторов из Миннесоты во главе с Джеком Крокером, купили денверскую команду 25 ноября 1975 года и переехали в штат Миннесота. Название «Кикс» было выбрано именем команды в ходе конкурса, объявленного 28 января 1976 года. Фредди Гудвин был назначен главным тренером 19 февраля 1976 года.
Среди звёзд «Кикс» удостоенные Футбольного зала славы США Патрик (Туз) Нтсоеленгое и Алан Уилли, пятый и третий бомбардиры в истории лиги соответственно. Рон Футчер, который вместе с Уилли сыграл все шесть сезонов за «Кикс», впоследствии стал четвёртым бомбардиром в истории лиги.

## История
Команда начала сезон 1976 неуверенно, однако к концу своего первого сезона «Кикс» выиграли дивизион, собирая крупнейшие толпы болельщиков в истории NASL. 1976 год закончился проигрышем «Торонто Метрос-Кроэйша» в Соккер Боул. «Кикс» стали первой командой в NASL, выигравшей 4 титула дивизиона (1976—1979). Команда дошла до плей-офф в каждом из шести сезонов, но обычно вылетала в начальных раундах. Гудвин также был президентом команды, начиная с августа 1976 года. После 1978 года он подал в отставку с поста тренера. Рой Маккрохан был назначен тренером в декабре 1978 года. Он возглавлял команду до 1979 года. После девяти матчей в сезоне 1980 года он был уволен, и Гудвин снова стал тренером. Группа собственников продала команду 12 ноября 1980 года другой группе под руководством Ральфа Свита из Англии. Свит заменил Гудвина на посту тренера в начале сезона 1981 года. Гудвин оставался президентом команды до июня 1981 года.
Последней игрой команды в чемпионате стала домашняя победа на Стадионе «Мет» со счётом 2:1 над «Даллас Торнадо» 19 августа 1981 года. Последней игрой команды на «Мет» стала победа в раунде плей-офф против «Талса Рафнекс» со счётом 1:0 26 августа 1981 года. Последней игрой команды в целом стал проигрыш дома в плей-офф против «Форт-Лодердейл Страйкерс» со счётом 3:0 6 сентября 1981 года. Игра была перенесена на Мемориальный Стадион Миннесотского университета из-за несостыковок с графиком «Миннесота Твинс». Кикс были расформированы в ноябре 1981 года. Команда планировала перейти на «Хьюберт Х. Хумфрей Метродом» на сезон 1982 года, но этим планам не суждено было сбыться.
«Миннесота Кикс» известны также пробками на подъездах к столичной автостоянке стадиона. Они стали культурным феноменом в конце 1970-х годов, когда тысячи болельщиков вынуждены были прибывать заранее, дабы занять хорошее место.

## Отчёты
Отчёты «Миннесота Кикс» доступны для исследовательских целей. Они включают в себя менеджерские файлы периода 1976—1980 годов, персональные файлы игроков, платёжные ведомости, маркетинговые и рекламные материалы, финансовые файлы, а также различные записи. Большая часть записей и файлов тренера команды и менеджер, Фредди Гудвина, касается общего управления франшизой.

## Тренеры
- Фредди Гудвин (1976—1978, 1980—1981)